# Hôtel Gauthier
L'hôtel Gauthier est un hôtel particulier situé à l'angle de la place des Cordeliers et de la rue Charrue, à Dijon en Côte-d'Or.

## Historique
Cet hôtel a été construit vers 1642, par l'architecte Pierre Le Muet.

## Classement
Cet hôtel particulier fait l’objet d’une inscription au titre des monuments historiques depuis le 20 octobre 1971.

## Galerie de photographies

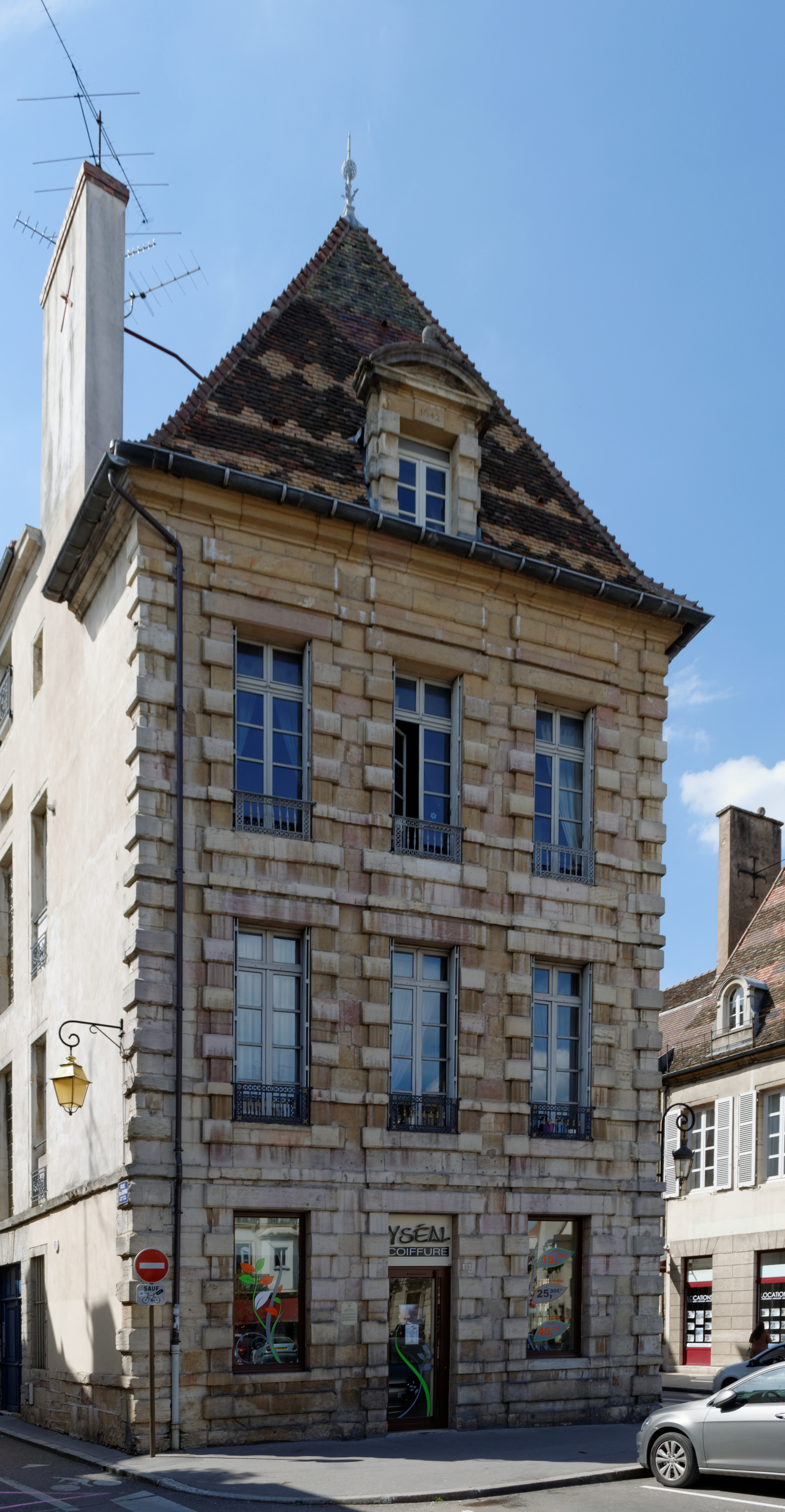
Vue depuis la place des Cordeliers.
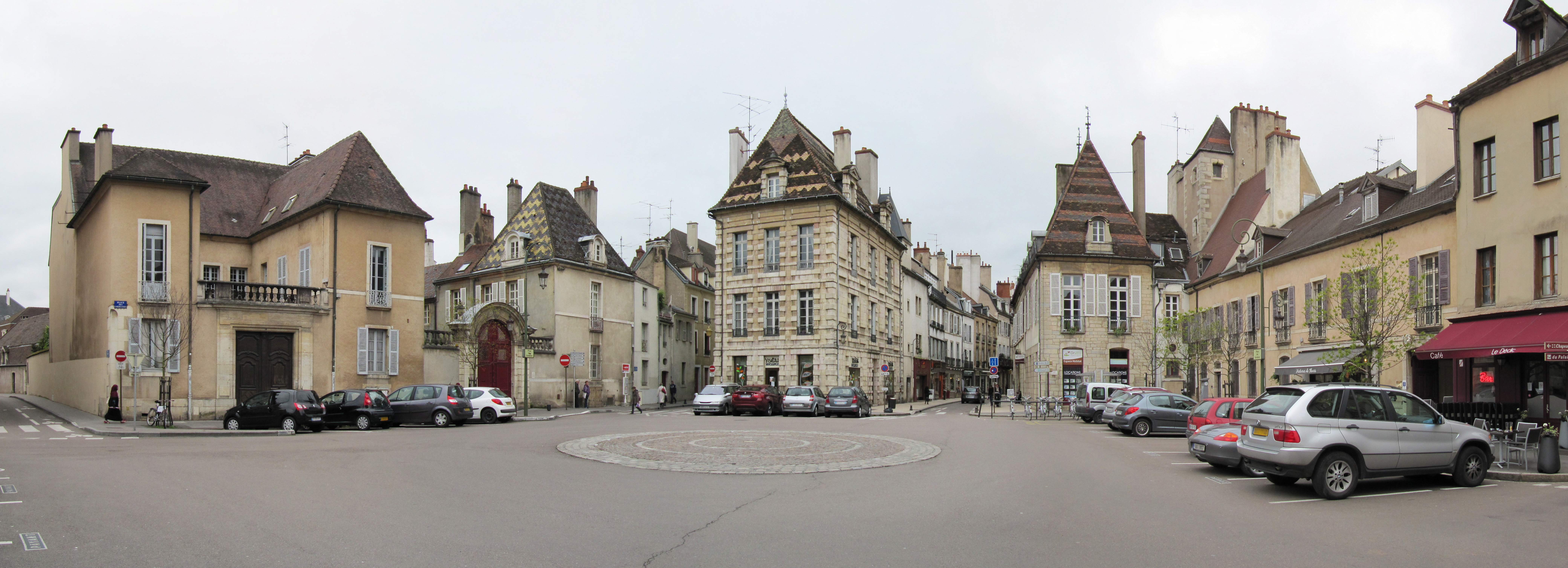
Vue panoramique depuis la place des Cordeliers.
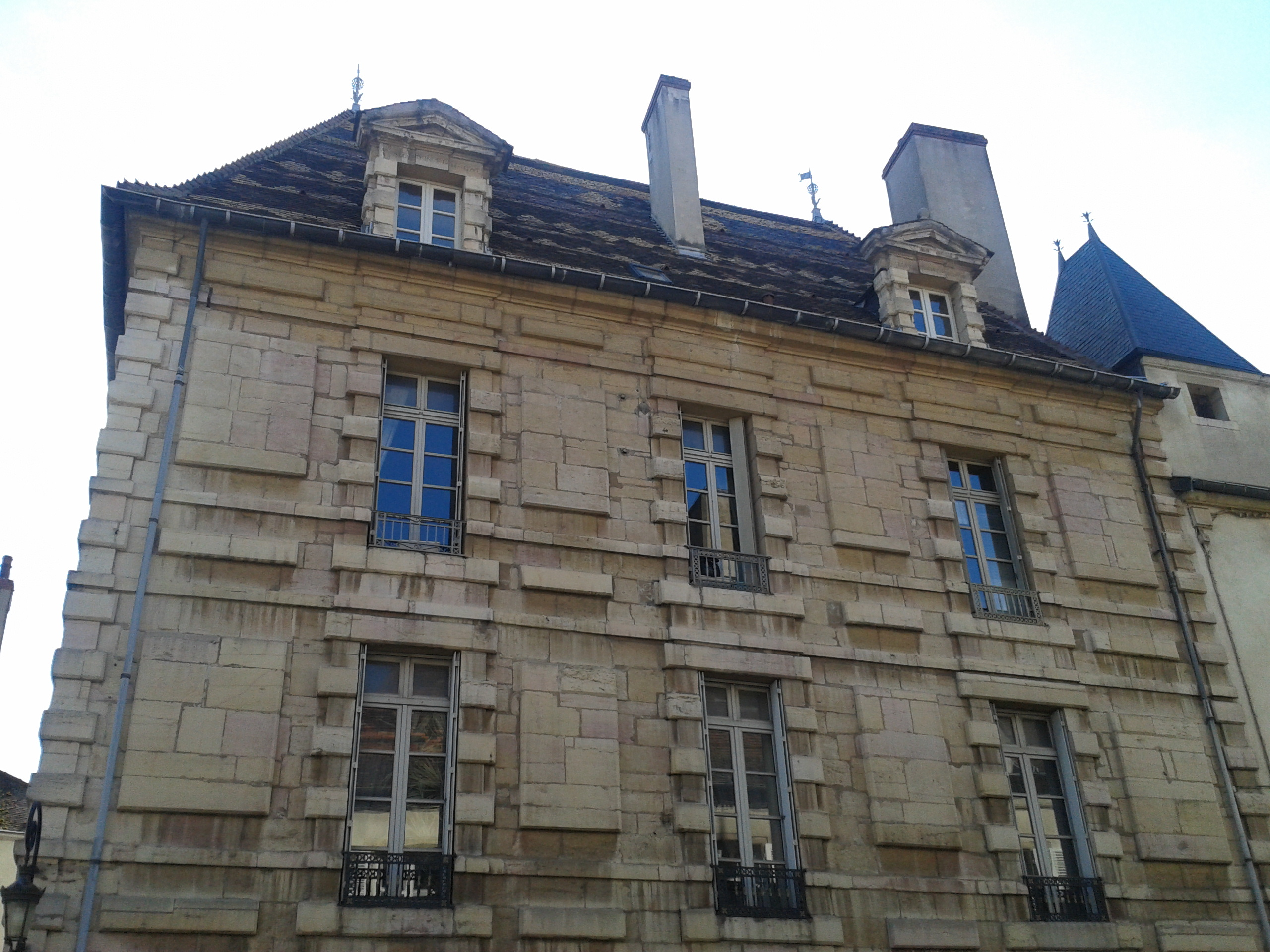
Vue depuis la rue Charrue.
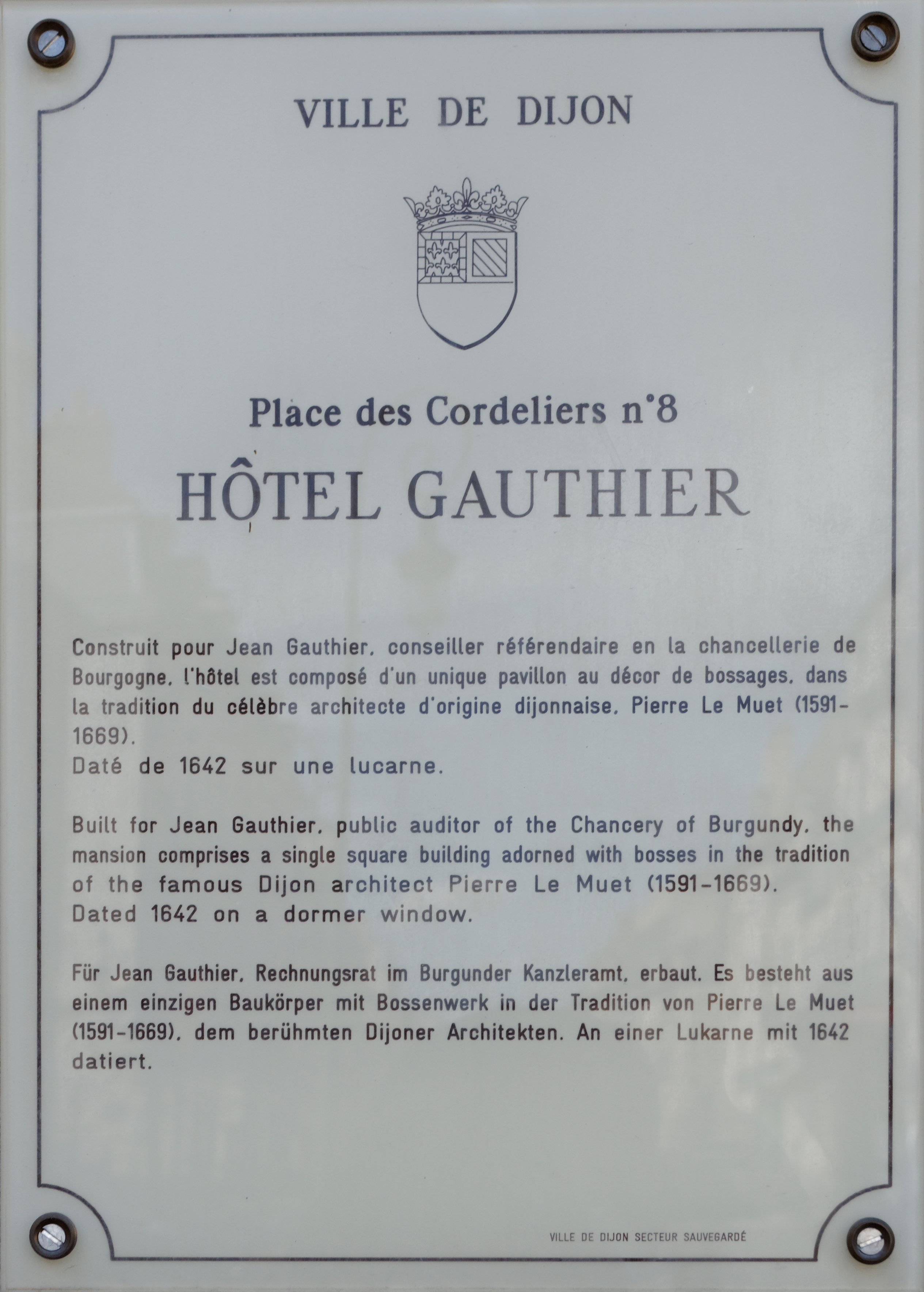
Plaque d'information trilingue (français, anglais et allemand).